# Fischer Fülöp
Fischer Fülöp (Kiskunhalas, 1877. július 22. – Sárospatak, 1940. november 1.) Sárospatak ortodox zsidó főrabbija 1909-től haláláig.

## Élete
Fischer Imre (1852–1925) gyönki rabbi és Szofel Malvin fiaként született. Fivére volt Fischer S. Gyula (1892–1965) dévai és Fischer Akiba (?–1927) kunszentmiklósi rabbi. Pozsonyban tanult rabbinikus tudományokat, majd Dévaványán helyezkedett el.
1909-ben választotta meg a Sárospataki ortodox zsidó hitközség rabbijának. Jelentős irodalmi tevékenységet fejtett ki az ortodox zsidóság érdekében, gyakran vitába szállt a neológ zsidókkal.
31 évei szolgálat után, 1940-ben hunyt el 63 évesen. Sírja ma is látható a temetőben, 1995-ben az Egyesült Államokban élő volt sárospataki zsidók adományából fel is újították.

## Művei
- Mória. Elmélkedések stb. Ünnepek és kiváló szombatokra., h. n., é. n.[5]
- Egyesülhetnek-e az orthodox zsidók a neológokkal? Friedmann [N] Kiadása, Tolcsva, 1912.[6]
- Vérzivataros időkből. Református Főiskolai Nyomda, Sárospatak, 1915.[7]
- A Talmudrói — a Talmud ellenségeinek és nem ellenségeinek s egyéb dolgozatok. 1922.[5]
- A zsidóságról szombatokra. Elmélkedések, irásmagyarázatok és értekezések az összes heti Szidrákhoz. Legelső sorban zsidó családok és az érettebb zsidó ifjuság számára, Fischer Lajos Könyvnyomdai Műintézete, Sárospatak, 1930.[8]
- Ex profundis! (A mélységekből!) A reformzsidóság ellen. Schwartz Lipót Kiadása, Kunszentmiklós, 1932.[9]
- Orthodox és neológ zsidóság. Történelmi, vallástudományi és valláspolitikai tanulmány. Neuwald Illés Kiadása, Budapest, é. n.[9]
- Zsidók vagyunk, zsidók maradunk. Vajda Könyvnyomda, Sátoraljaújhely, 1936.[9]
- Cion felé... S egyéb aktuális dolgozatok. Vajda Könyvnyomda, Sátoraljaújhely, 1940.[9]
- Vért és paizs. Miért nem keresztelkednek ki a zsidók? Válasz a főtisztelendő P. Bangha Béla dr. és mások által az „érdeklődő művelt zsidó közönség” számára tartott előadásokra. Schwartz Lipót Kiadása, Kunszentmiklós, 1933.[9]
- Mi az igazság a Talmudról? Nemzsidók és zsidók számára Sárospatak, 1940.

### Német nyelvű írásai
- In Seinen Spuren . . . Beiträge zur geschichtlichen. Wurdigung S. R. Hirsch, 1923.[5]
- Über des geistigen Nachlass S. R. Hirschs. Ein Beitrag zur Wurdigung dér religionsphilosophischen Bedeutung des Meisters. 1929.[5]
- Blätter zur Erinnerung und Mahnung 5689. Von Rabb. Ph. Fischer in Sárospatak und Rabb. Moses Fischer in. Detroit.[5]

### Fordításai
- Tizenkilenc levél a zsidóságról. Irta: Hirsch S. R. Magyarra fordította: Fischer Fülöp[5]

## Egyéb irodalom
- (szerk.) Gulyás József – Kántor Mihály: Sárospatak és vidéke. Budapest, 1933 (Magyar városok monografiája XII.)
- Tamás Erzsébet: A sárospataki zsidó közösség története (Kr. e. 17. századtól 1995-ig)., Sárospatak, 2022
- Enten Manó: Fischer Fülöp: Mi az igazság a Talmudról? Nemzsidók és zsidók számára In: Mult és Jövő, 1940. nov. 1. (30. évfolyam, 11. szám)